# 隆布大道
吉隆坡－布城大道（英語：Maju Expressway），简称隆布大道，是马来西亚巴生谷一条高速公路。这条长约26公里的高速大道衔接北边的吉隆坡半山芭的甘榜班登交通圈和南边的布城，也因此得名「隆布大道」。隆布大道是吉隆坡国际机场通往吉隆坡市中心的主要道路，也是多媒体超级走廊计划的骨干。

## 历史
隆布大道于2004年12月6日，在2007年12月5日全面完工，并在13日投入使用。大道提供一条便捷快速的道路衔接马来西亚法定首都吉隆坡、行政首都布城、多媒体超级走廊的中心赛城和吉隆坡国际机场。
大道由马驹控股（Maju Holdings）旗下的隆布大道有限公司（MESB）营运，该公司持有33年的大道特许经营权，并在增设史里肯邦安（沙登）交通枢纽和收费站后获得延长8年合约至2046年。该大道长26公里，将吉隆坡至布城的车程从超过一小时缩短至半小时，并设有5个交通枢纽：甘榜班登、沙叻秀、旧古仔、武吉加里尔和布城主要。
该大道于2016年1月13日开放沙登交通枢纽（2004号出口），使大道使用者能够前往史里肯邦安（沙登）、蒲种、博特拉大学等目的地，同时也纾缓了沙登的交通拥堵情况。然而隆布大道却在交通枢纽附近设立一个收费站，当地居民也对此举表示抗议。2017年隆布大道也在甘榜班登交通圈增设3座高架桥，供大道使用者直达蕉赖葛京区。
而目前隆布大道公司也正在兴建从布城主要交通枢纽延伸至雪邦区的吉隆坡国际机场的延长路段。该延长路段总长18公里，共有6条车道，同时增设一个交通枢纽和两个小型交通枢纽（ramp）。

## 特点
- 该大道设有交通控制和监视系统（TCSS），包括车辆检测器和闭路电视摄像头（CCTV）[10]。
- 备有紧急电话亭和远程监控系统（VMS）[10]。
- 隆布大道巡逻队（MEX Ronda）为大道使用者提供援助[10]。
- 大道全程设有街灯，在夜晚时会亮起，为大道使用者照明[10]。
- 该大道速度限制为每小时90公里[11]。
- 沿途拥有若干高架桥，跨越敦拉萨路、沙叻秀、大城堡、武吉加里尔高速公路等道路。
- 大道从武吉加里尔直线延伸至沙登。
- 可从沙叻秀眺望吉隆坡的天际线景色。

## 收费站
隆布大道设有3个收费站，分别位于吉隆坡、雪兰莪州和布城，并采用开放式系统，即收费站位于高速公路。

### 电子收费
自2016年1月13日，隆布大道的三个收费站的所有收费道全面改用电子化付费操作，以让公众更顺畅行驶。而公众可选择使用南北大道里程卡（PLUS Miles）、一触即通卡或SmartTAG精明卡来进行付款，而此举是为了鼓励公众使用更方便舒适的电子付费系统，进而减少收费站前因使用现金付款而导致车辆大排长龙，也减少在收费站前发生抢劫事件的概率。

### 收费价格
沙叻秀收费站
| 级别 | 交通工具种类                          | 收费（令吉） |
| ---- | ------------------------------------- | ------------ |
| 0    | 摩托车、自行车或拥有2轮以下的交通工具 | 免费         |
| 1    | 拥有2轴与3或4轮的交通工具，除了计程车 | 2.00         |
| 2    | 拥有2轴与5或6轮的交通工具，除了巴士   | 4.00         |
| 3    | 拥有3轴或以上的交通工具               | 6.00         |
| 4    | 计程车                                | 1.00         |
| 5    | 巴士                                  | 1.50         |

史里肯邦安收费站
| 级别 | 交通工具种类                          | 收费（令吉） |
| ---- | ------------------------------------- | ------------ |
| 0    | 摩托车、自行车或拥有2轮以下的交通工具 | 免费         |
| 1    | 拥有2轴与3或4轮的交通工具，除了计程车 | 2.20         |
| 2    | 拥有2轴与5或6轮的交通工具，除了巴士   | 4.40         |
| 3    | 拥有3轴或以上的交通工具               | 6.60         |
| 4    | 计程车                                | 1.10         |
| 5    | 巴士                                  | 2.20         |

布城主要收费站
| 级别 | 交通工具种类                          | 收费（令吉） |
| ---- | ------------------------------------- | ------------ |
| 0    | 摩托车、自行车或拥有2轮以下的交通工具 | 免费         |
| 1    | 拥有2轴与3或4轮的交通工具，除了计程车 | 3.50         |
| 2    | 拥有2轴与5或6轮的交通工具，除了巴士   | 7.00         |
| 3    | 拥有3轴或以上的交通工具               | 10.50        |
| 4    | 计程车                                | 1.80         |
| 5    | 巴士                                  | 2.50         |

注：收费站只接受一触即通卡、南北大道里程卡（PLUSMiles）或SmartTAG付费。不接受现金支付。

## 电子收费
为了使汽车更快通关，减少收费站前的交通拥堵情况，隆布大道于2016年1月13日正式实施电子收费。

### 收费价格[13]
沙叻秀收费站
| 级别 | 交通工具种类                          | 收费（令吉） |
| ---- | ------------------------------------- | ------------ |
| 0    | 摩托车、自行车或拥有2轮以下的交通工具 | 免费         |
| 1    | 拥有2轴与3或4轮的交通工具，除了计程车 | 2.00         |
| 2    | 拥有2轴与5或6轮的交通工具，除了巴士   | 4.00         |
| 3    | 拥有3轴或以上的交通工具               | 6.00         |
| 4    | 计程车                                | 1.00         |
| 5    | 巴士                                  | 1.50         |

布城收费站
| 级别 | 交通工具种类                          | 收费（令吉） |
| ---- | ------------------------------------- | ------------ |
| 0    | 摩托车、自行车或拥有2轮以下的交通工具 | 免费         |
| 1    | 拥有2轴与3或4轮的交通工具，除了计程车 | 3.50         |
| 2    | 拥有2轴与5或6轮的交通工具，除了巴士   | 7.00         |
| 3    | 拥有3轴或以上的交通工具               | 10.50        |
| 4    | 计程车                                | 1.80         |
| 5    | 巴士                                  | 2.50         |

史里肯邦安（沙登）收费站
| 级别 | 交通工具种类                          | 收费（令吉） |
| ---- | ------------------------------------- | ------------ |
| 0    | 摩托车、自行车或拥有2轮以下的交通工具 | 免费         |
| 1    | 拥有2轴与3或4轮的交通工具，除了计程车 | 2.20         |
| 2    | 拥有2轴与5或6轮的交通工具，除了巴士   | 4.40         |
| 3    | 拥有3轴或以上的交通工具               | 6.60         |
| 4    | 计程车                                | 1.10         |
| 5    | 巴士                                  | 2.20         |

注：现收费站只接受一触即通卡、南北大道里程卡（PLUSMiles）或SmartTAG付费。不接受现金支付。

## 外部衔接
- 马驹控股有限公司官网 （页面存档备份，存于）
- 隆布大道有限公司官网 （页面存档备份，存于）
- 马来西亚大道局官网 （页面存档备份，存于）
- 从10月15日开始调高收费站价格 （页面存档备份，存于）